# Shani Tarashaj
Shani Tarashaj (Hausen am Albis, 7 febbraio 1995) è un ex calciatore svizzero, di ruolo attaccante.

## Biografia
Nato ad Hausen am Albis in Svizzera, è di origini albanesi.

## Carriera

### Club

#### Grasshoppers
Cresciuto nelle giovanili del Grasshoppers, dove è rimasto fino al 2012, fa il suo esordio invece nella Super League, la massima serie svizzera, nella stagione 2014-2015.

#### Everton e vari prestiti
Il 7 gennaio 2016 viene ufficializzato il suo acquisto a titolo definitivo per 4 milioni di euro dall'Everton a partire dalla stagione 2016-2017, e giocherà per altri 6 mesi in prestito al Grasshoppers. Nel 2016-2017 gioca in prestito all'Eintracht Francoforte, l'anno seguente ha modo di giocare solo due partite con l'Under-23 dell'Everton per poi tronare in prestito al Grasshoppers. Il 13 luglio 2019 viene ceduto con la formula del prestito biennale all'Emmen.

### Nazionale
Fa il suo debutto con la maglia della nazionale Under-21 l'8 settembre 2014 nella partita valida per le qualificazioni ad Euro 2015 contro la Lettonia, nella quale segna anche il suo primo gol, terminata poi sullo 7-1 per gli svizzeri.
Esprime più volte il suo desiderio di giocare per la nazionale albanese, senza però ricevere nessuna convocazione da parte del CT dell'Albania, Gianni De Biasi.
Viene convocato per gli Europei 2016 in Francia dalla Svizzera.

## Statistiche

### Presenze e reti nei club
Statistiche aggiornate al 25 maggio 2016.
| Stagione               | Squadra                | Campionato             | Campionato | Campionato | Coppe nazionali | Coppe nazionali | Coppe nazionali | Coppe continentali | Coppe continentali | Coppe continentali | Altre coppe | Altre coppe | Altre coppe | Totale | Totale |
| Stagione               | Squadra                | Comp                   | Pres       | Reti       | Comp            | Pres            | Reti            | Comp               | Pres               | Reti               | Comp        | Pres        | Reti        | Pres   | Reti   |
| ---------------------- | ---------------------- | ---------------------- | ---------- | ---------- | --------------- | --------------- | --------------- | ------------------ | ------------------ | ------------------ | ----------- | ----------- | ----------- | ------ | ------ |
| 2011-2012              | Grasshoppers II        | PLC                    | 1          | 0          | -               | -               | -               | -                  | -                  | -                  | -           | -           | -           | 1      | 0      |
| 2012-2013              | Grasshoppers II        | PLC                    | 14         | 1          | -               | -               | -               | -                  | -                  | -                  | -           | -           | -           | 14     | 1      |
| 2013-2014              | Grasshoppers II        | PLC                    | 17         | 8          | -               | -               | -               | -                  | -                  | -                  | -           | -           | -           | 17     | 8      |
| lug.-ago. 2014         | Grasshoppers II        | PLC                    | 3          | 1          | -               | -               | -               | -                  | -                  | -                  | -           | -           | -           | 3      | 1      |
| Totale Grasshoppers II | Totale Grasshoppers II | Totale Grasshoppers II | 35         | 10         |                 | -               | -               |                    | -                  | -                  |             | -           | -           | 35     | 10     |
| 2014-2015              | Grasshoppers           | SL                     | 19         | 1          | CS              | 2               | 1               | UCL+UEL            | 2+2                | 0                  | -           | -           | -           | 25     | 2      |
| 2015-2016              | Grasshoppers           | SL                     | 33         | 11         | CS              | 2               | 1               | -                  | -                  | -                  | -           | -           | -           | 35     | 12     |
| Totale Grasshoppers    | Totale Grasshoppers    | Totale Grasshoppers    | 52         | 12         |                 | 4               | 2               |                    | 4                  | 0                  |             | -           | -           | 60     | 14     |
| Totale carriera        | Totale carriera        | Totale carriera        | 87         | 22         |                 | 4               | 2               |                    | 4                  | 0                  |             | -           | -           | 95     | 24     |

### Cronologia presenze e reti in nazionale
| Cronologia completa delle presenze e delle reti in nazionale ― Svizzera | Cronologia completa delle presenze e delle reti in nazionale ― Svizzera | Cronologia completa delle presenze e delle reti in nazionale ― Svizzera | Cronologia completa delle presenze e delle reti in nazionale ― Svizzera | Cronologia completa delle presenze e delle reti in nazionale ― Svizzera | Cronologia completa delle presenze e delle reti in nazionale ― Svizzera | Cronologia completa delle presenze e delle reti in nazionale ― Svizzera | Cronologia completa delle presenze e delle reti in nazionale ― Svizzera |
| Data                                                                    | Città                                                                   | In casa                                                                 | Risultato                                                               | Ospiti                                                                  | Competizione                                                            | Reti                                                                    | Note                                                                    |
| ----------------------------------------------------------------------- | ----------------------------------------------------------------------- | ----------------------------------------------------------------------- | ----------------------------------------------------------------------- | ----------------------------------------------------------------------- | ----------------------------------------------------------------------- | ----------------------------------------------------------------------- | ----------------------------------------------------------------------- |
| 25-3-2016                                                               | Dublino                                                                 | Irlanda                                                                 | 1 – 0                                                                   | Svizzera                                                                | Amichevole                                                              | -                                                                       | 71’                                                                     |
| 29-3-2016                                                               | Zurigo                                                                  | Svizzera                                                                | 0 – 2                                                                   | Bosnia ed Erzegovina                                                    | Amichevole                                                              | -                                                                       | 72’                                                                     |
| 28-5-2016                                                               | Carouge                                                                 | Svizzera                                                                | 1 – 2                                                                   | Belgio                                                                  | Amichevole                                                              | -                                                                       | 64’                                                                     |
| 3-6-2016                                                                | Lugano                                                                  | Svizzera                                                                | 2 – 1                                                                   | Moldavia                                                                | Amichevole                                                              | -                                                                       | 63’                                                                     |
| 15-6-2016                                                               | Parigi                                                                  | Romania                                                                 | 1 – 1                                                                   | Svizzera                                                                | Euro 2016 - 1º turno                                                    | -                                                                       | 90+1’                                                                   |
| Totale                                                                  |                                                                         | Presenze                                                                | 5                                                                       |                                                                         | Reti                                                                    | 0                                                                       |                                                                         |

| Cronologia completa delle presenze e delle reti in nazionale ― Svizzera under 21 | Cronologia completa delle presenze e delle reti in nazionale ― Svizzera under 21 | Cronologia completa delle presenze e delle reti in nazionale ― Svizzera under 21 | Cronologia completa delle presenze e delle reti in nazionale ― Svizzera under 21 | Cronologia completa delle presenze e delle reti in nazionale ― Svizzera under 21 | Cronologia completa delle presenze e delle reti in nazionale ― Svizzera under 21 | Cronologia completa delle presenze e delle reti in nazionale ― Svizzera under 21 | Cronologia completa delle presenze e delle reti in nazionale ― Svizzera under 21 |
| Data                                                                             | Città                                                                            | In casa                                                                          | Risultato                                                                        | Ospiti                                                                           | Competizione                                                                     | Reti                                                                             | Note                                                                             |
| -------------------------------------------------------------------------------- | -------------------------------------------------------------------------------- | -------------------------------------------------------------------------------- | -------------------------------------------------------------------------------- | -------------------------------------------------------------------------------- | -------------------------------------------------------------------------------- | -------------------------------------------------------------------------------- | -------------------------------------------------------------------------------- |
| 8-9-2014                                                                         | Lugano                                                                           | Svizzera under 21                                                                | 7 – 1                                                                            | Lettonia under 21                                                                | Qual. Europeo Under-21 2015                                                      | 1                                                                                |                                                                                  |
| 18-11-2014                                                                       | Thun                                                                             | Svizzera under 21                                                                | 1 – 1                                                                            | Scozia under 21                                                                  | Amichevole                                                                       | -                                                                                | 63’                                                                              |
| 7-9-2015                                                                         | Almaty                                                                           | Kazakistan under 21                                                              | 0 – 1                                                                            | Svizzera under 21                                                                | Qual. Europeo Under-21 2017                                                      | 1                                                                                |                                                                                  |
| 8-10-2015                                                                        | Bienne                                                                           | Svizzera under 21                                                                | 3 – 1                                                                            | Bosnia ed Erzegovina under 21                                                    | Qual. Europeo Under-21 2017                                                      | 2                                                                                | 88’                                                                              |
| 12-10-2015                                                                       | Bienne                                                                           | Svizzera under 21                                                                | 1 – 1                                                                            | Norvegia under 21                                                                | Qual. Europeo Under-21 2017                                                      | -                                                                                |                                                                                  |
| 16-11-2015                                                                       | Brighton                                                                         | Inghilterra under 21                                                             | 3 – 1                                                                            | Svizzera under 21                                                                | Qual. Europeo Under-21 2017                                                      | 1                                                                                | 46’                                                                              |
| Totale                                                                           |                                                                                  | Presenze                                                                         | 6                                                                                |                                                                                  | Reti                                                                             | 5                                                                                |                                                                                  |